# Hydnora abyssinica
Hydnora abyssinica är en tvåhjärtbladig växtart som beskrevs av Addison Brown. Hydnora abyssinica ingår i släktet Hydnora och familjen Hydnoraceae. Inga underarter finns listade i Catalogue of Life.